# Valbrevenna
Valbrevenna település Olaszországban, Liguria régióban, Genova megyében. Lakosainak száma 742 fő (2023. január 1.). Valbrevenna Casella, Crocefieschi, Montoggio, Propata, Savignone, Vobbia, Carrega Ligure és Torriglia községekkel határos.

## Népesség
A település lakossága az elmúlt években az alábbi módon változott:
| Lakosok száma | 784  | 788  | 742  |
|               | 2017 | 2018 | 2023 |